# Geogarypus tenuis
Geogarypus tenuis är en spindeldjursart som beskrevs av Chamberlin 1930. Geogarypus tenuis ingår i släktet Geogarypus och familjen Geogarypidae. Inga underarter finns listade i Catalogue of Life.